# Rue Maurice-Bourdet
La rue Maurice-Bourdet est une voie du 16e arrondissement de Paris, débouchant sur le pont de Grenelle. Elle porte le nom du journaliste et résistant Maurice Bourdet.

## Situation, accès et lotissement
La rue Maurice-Bourdet est une voie publique située dans le 16e arrondissement de Paris, à la limite des quartiers Auteuil et Muette. Suivant un axe sud-est/nord-ouest et longue d'une cinquantaine de mètres, elle débute pont de Grenelle et se termine au 9, avenue du Président-Kennedy et au 1, quai Louis-Blériot. Elle se prolonge par la rue de Boulainvilliers, après la place Clément-Ader.
La rue n'est bâtie que sur son côté sud-ouest avec deux immeubles, un immeuble haussmannien et un immeuble moderne, en retrait, donnant sur le pont et la Seine. Au-dessus de l'entrée de ce dernier est indiqué en gros « 1 rue de Grenelle » mais il s'agit du nom de l'immeuble donné par les promoteurs. Il se situe bien administrativement rue Maurice-Bourdet, au numéro 1-3. Le côté nord-est de la rue est occupé par un parking, en grande partie souterrain, qui n'est pas accessible depuis la rue.

## Origine du nom
La rue porte le nom du journaliste radiophonique et résistant, Maurice Bourdet (1902-1944), mort en déportation,, le choix de cette rue est due à la proximité immédiate de la Maison de la Radio.

## Historique
Cette voie est ouverte lors de l'établissement du pont de Grenelle, sur l'ancienne commune d'Auteuil, par une ordonnance du 28 septembre 1825 sous le nom de « chaussée du Pont-de-Grenelle ».
Par un décret du 25 juillet 1851, elle est classée comme une partie de la route départementale no 10 qui deviendra la route nationale 10 avant d'être classée dans la voirie parisienne en vertu d'un décret du 23 mai 1863.
Elle prend sa dénomination actuelle par un arrêté du 25 février 1972.

## Au cinéma
L'immeuble moderne au 1-3 de la rue (nommé « 1 pont de Grenelle ») apparaît à plusieurs reprises dans la série des trois films Le Cœur des hommes, où il est le domicile d'un des quatre principaux personnages de la série, Alex (joué par Marc Lavoine).